# Raimundo del Valle
Raimundo del Valle fue un religioso español nacido en Grazalema en 1607 y fallecido en Moyang, China, en 1683.
Misionero dominico, ingresó en la orden en el convento de San Pedro Mártir, de Ronda. Profesor de Filosofía en el de Santa Cruz, de Granada. Embarcó con destino a Filipinas en 1642. Vicario de Parián en 1647. Misionero en las islas Babuyanes y en Pangasinán (1650-1655). En 1655 se dirige a China, donde permaneció hasta su muerte. 
Autor de varios tratados teológicos y apologéticos en lengua china y de una Relación de su vida interior, escrita por obediencia.